# Francisco Mendoza
Francisco Juan Mendoza Martínez (El Salto, 29 aprile 1985) è un ex calciatore messicano, di ruolo centrocampista.